# 空軍太麻里靶場
空軍太麻里靶場位於臺灣臺東縣太麻里鄉太麻里溪出海口南岸，又稱為太麻里簡易機場或太麻里炸射場，為中華民國空軍旗下的戰術驗證設施，目前由空軍第七戰術戰鬥機聯隊第七基地勤務大隊太麻里靶勤隊駐紮管理與維護。

## 沿革
中華民國空軍於1970年至1993年間，委託臺東縣政府購得太麻里鄉太麻里溪南岸約600公頃土地興設靶場一座。太麻里靶場成立初期主要用途為提供空軍第737飛行訓練聯隊進行機場炸射訓練，惟後續牽涉到安全問題，故後來改為空中偵照訓練用途，成為空軍轄下五處炸射訓練場中唯一不進行實彈投射訓練的靶場。1988年7月國防部自美國引進空戰演練儀（ACMI），分別佈署在臺東空軍志航基地與太麻里靶場，為空軍旗下唯二有設置空戰訓練儀的基地。
2009年起提供中山科學研究院之無人機飛行試驗，與星加坡星光部隊的無人機進行訓練。同年8月中度颱風莫拉克重創南臺灣地區，臺東縣太麻里鄉太麻里溪潰堤沖毀香蘭村及南迴鐵路等，造成南迴地區交通中斷，因此空軍將太麻里靶場停機坪稍做整理後，作為緊急運補物資及後送人員用的直升機起降場。
2012年陸軍航空特戰指揮部向中科院購置八套銳鳶無人飛行載具，共計32架無人飛行載具，並分別佈署於屏東空軍基地與臺東空軍太麻里靶場訓練，其中針對太麻里靶場，國防部另外編列預算興建無人機專用之機棚，供陸軍航空特戰指揮部戰術偵搜中隊的銳鳶無人飛行載具進行停放與訓練。
2012年3月7日陸軍航空特戰指揮部所屬之銳鳶無人機自太麻里靶場起飛後，發生脫鎖落海，無人機失速墜落在大武鄉街道上，國防部調查後對外表示是銳鳶無人機飛控功能尚待加強，以及操作人員訓練經驗不足等因素導致，2013年1月7日再度發生無人機墜毀事件，同為隸屬於陸軍航特部的編號SK07銳鳶無人機，原計畫進行「接裝測試」，於太麻里靶場起飛後加速爬升時忽然失速，直接墜落靶場內，機身全毀。
為考量鄰近靶場的學校學生上課時間，2013年起，經地方代表與空軍官員協商，達成每週一至週五上午七點至八點，下午四點至六點，此二個時段可供戰機進場訓練，其餘時間不提供偵照訓練，而週六日則不在此規範限制內。
由於長年提供給第七聯隊與中科院之飛機進行訓練，其所產生之噪音問題，加上中科院無人飛行載具曾發生一周內兩次墜機的事故，引發太麻里香蘭地區居民不滿，並招致當地村民與社區發展協會多次向空軍抗議，更曾在香蘭村入村口的LED電子看板上標示「噪音殺人，靶場滅村」、「靶場滾蛋，香蘭重生」，要求空軍遷離太麻里靶場。對此空軍志航基地政戰副主任曾俊能表示，為解決改善噪音問題與敦親睦鄰，每年均會提撥新臺幣計800萬元補助金提供太麻里鄉公所統籌，抗議的主要議題聚焦在中科院的無人機上，而非志航基地所屬的F-5E上。
2014年國防部編列太麻里靶場睦鄰經費降低為600萬元再度引發香蘭地區居民抗爭，經太麻里鄉鄉長程正俊與臺東縣籍立法委員劉櫂豪共同向國防部爭取後同意，於2015年起恢復每年編列800萬元的睦鄰經費。
2017年陸軍航空特戰指揮部戰術偵搜中隊移防屏東縣，原營區移撥給陸軍臺東地區指揮部，外界指出係因戰術偵搜中隊在太麻里靶場進行無人機訓練時多次發生墜機事件，產生大量居民抗議才移防，對此航特部官員表示，國軍於2014年於臺灣北中南三地各成立一支戰術偵搜中隊，而駐紮於臺東太平營區的戰術偵搜中隊實為南部的戰術偵搜中隊，主要訓練場地包含屏東恆春龍勤營區、臺東太麻里靶場，以及太平營區等三地，因部隊訓練時常移動至屏東，非外界所說，因民眾抗爭才移防。

## 資料來源
1. ↑  七基大靶勤隊. . 台東新聞網.   [2019-12-15]. （原始内容存档于2020-11-26） （中文（臺灣））.
2. ↑   (PDF). 中華民國內政部地政司.   [2019-12-15]. （原始内容存档 (PDF)于2020-11-26） （中文（臺灣））.
3. 1 2  蔡岳維. . 更生日報. 2013-02-27  [2019-12-15]. （原始内容存档于2020-12-01） （中文（臺灣））.
4. ↑  安然. . 中國軍網. 2014-08-20  [2019-12-15]. （原始内容存档于2020-12-04） （中文（臺灣））.
5. 1 2 3  陳賢義. . 自由時報. 2011-12-12  [2019-12-15]. （原始内容存档于2020-11-29） （中文（臺灣））.
6. ↑   (PDF). 交通部航港局. 2017-08  [2019-12-15]. （原始内容存档 (PDF)于2020-12-04） （中文（臺灣））.
7. 1 2  . 人間福報. 2012-08-26  [2019-12-15]. （原始内容存档于2020-11-27） （中文（臺灣））.
8. ↑  . 行政院莫拉克颱風災後重建推動委員會. 2009-10-29  [2019-12-15]. （原始内容存档于2020-12-02） （中文（臺灣））.
9. 1 2  尤聰光. . 聯合報. 2018-03-23  [2019-12-15]. （原始内容存档于2019-12-15） （中文（臺灣））.
10. ↑  . 經濟部工業局. 2013-01-08  [2019-12-15]. （原始内容存档于2020-12-05） （中文（臺灣））.
11. ↑  尤聰光. . 鉅亨網. 2014-01-10  [2019-12-15]. （原始内容存档于2020-11-29） （中文（臺灣））.